# Юрі Поотсманн
Юрі Поотсманн (ест. Jüri Pootsmann; нар. 1 липня 1994, Рапла) — естонський співак. Представник Естонії на 61-му пісенному конкурсі «Євробачення» з піснею «Play».

## Життєпис
Юрі Поотсманн почав свою музичну кар'єру в місцевому хорі свого рідного міста Рапла, яке розташоване в 50 км від Таллінна. У дитинстві він мав дуже високий голос, тому йому доводилось співати разом із дівчатами. Після закінчення школи він почав співати сольно та навіть заснував власний гурт. Цілий рік Юрі провів у Данії, як студент за обміном, тому чудово володіє данською мовою.
У 2015 році Юрі взяв учать у шостому сезоні «Eesti otsib superstaari», де здобув перемогу. У листопаді того ж року студія звукозапису «Universal Music» видає мініальбом Юрі — «Jüri Pootsmann».

### Євробачення 2016
У 2016 році Юрі взяв учать у національному відборі Естонії на 61-й пісенний конкурс «Євробачення». До участі в «Eesti Laul» він подав дві пісні — «Aga siis», яку обрали до півфіналів, і «Play», з якою Юрі здобув перемогу та представляв Естонію на пісенному конкурсі в Стокгольмі. До фіналу не потрапив, посівши останнє 18-те місце у другому півфіналі.

## Музопис

### Студійні альбоми
- 2015: Jüri Pootsmann
- 2016: Täna

### Пісні
Пісні, що не входять до студійних альбомів.
- «Play» (2016)
- «I remember u» (разом із Cartoon) (2016)

## Музичні відео
| Рік  | Назва                              | Режисер(-ка) | Оператор(-ка) |
| ---- | ---------------------------------- | ------------ | ------------- |
| 2016 | «Play»                             | Елізе Еймре  | Ґуннар Лаал   |
| 2016 | «I remember u» (за участю Cartoon) |              |               |